# نام‌های خدا در یهودیت
در یهودیت از نام‌های مختلفی برای اشاره به خداوند استفاده می‌شود. رایجترین نام استفاده شده در تورات نام چهار حرفی خداوند یهوه (عبری :יהוה) می‌باشد که گاهی تتراگراماتون نامیده می‌شود. نام‌های دیگر مورد استفاده در یهودیت عبارتند از ال (خدا) ُ الوهیم (که به معنی خدای واحد ترجمه می‌شود با اینکه این لغت جمع است) ال شدای (خدای قدرتمند) آدونای (ارباب) علیون (بالاترین) و آوینو (پدرمان). این نام‌ها با معنی نام به صورت رایج نیستند بلکه به معنی لقب‌های مختلف برای اشاره به یک معنی هستند.

## نامهای رایج

### تتراگراماتون یا یهوه
رایجترین نام مورد استفاده در تورات برای خداوند یهوه است. این لغت در تورات ۶۸۲۸ بار مورد استفاده قرار گرفته‌است. اولین استفاده از این لغت در کتاب پیدایش ۲:۴ است که معمولاً در انگلیسی به لغت لرد ترجمه می‌شود. گاهی جهوا یا یهوه نیز در انگلیسی مورد استفاده قرار می‌گیرند. معمولاً تصور می‌شود که لغت یهوه مرتبط با فعل بودن است که خداوند در خروج ۳:۱۴ صحبت کرده و خود را من هستم می‌نامد. این نام در معبد دوم سلیمان از قرن ۳ قبل از میلاد دیگر مورد استفاده قرار نمی‌گرفت. یهودیت حاخامی اعتقاد دارد که نام خداوند نام ممنوع است و تنها کوهن گادول (کاهن اعظم) در معبد سلیمان در روز یوم کیپور حق خواندن نام خداوند را دارد. در این زمان کاهن اعظم نام خدا را همانگونه که نوشته می‌شود بر زبان می‌آورد و یهودیانی که نام را می‌شنیدند برای نام او سجده می‌کردند. یهودیان امروزی هیچگاه نام یهوه را بر زبان نمی‌آورند زیرا آن را مرتبط با مسیحیت می‌دانند. یهودیان امروزه بیشتر از لغت آدونای استفاده می‌کنند.

### اهیه اشر اهیه (منهستم آنکه هستم)
اهیه اشر اهیه (عبری :אהיה אשר אהיה) اولین از سه پاسخی است که موسی هنگامی که نام خداوند را در خروج ۳:۱۴ می‌پرسد دریافت می‌کند. در ترجمه انگلیسی جیمز پادشاه این جمله به معنی هستم آنکه هستم ترجمه می‌شود که یکی از نام‌های خداوند است. اهیه شکل سوم شخص واژه حی به معنی بودن است. اشر نیز در این جمله معمولاً به معنی آن ترجمه می‌شود. با اینکه جمله معمولاً به زمان حال ترجمه می‌شود ترجمه دقیقتر می‌تواند من آن خواهم بود که خواهم بود باشد زیرا شکل استفاده شده در این جمله آینده است.

### آدونای
در یهودیت معمولاً وقتی شخصی که تورات را می‌خواند به واژه یهوه می‌رسد لغت آدونای (به معنی ارباب) را جایگزین آن می‌کند. برای اشاره به یهوه در غیر از عبادت از لغت هاشم (آن نام) استفاده می‌شود. اینکار به این دلیل است که تصور می‌شود نام یهوه آن قدر مقدس است که نباید در هیچ جای دیگری به غیر از معبد سلیمان خوانده شود.

### هاشم
به صورت معمول در یهودیت نام آدونای فقط در عبادت مورد استفاده قرار می‌گیرد. در مکالمه برای اشاره به خدا از لغت هاشم (השם به معنی‌ها (آن) شم (نام)) استفاده می‌کنند. این لغت برای اولین بار در لاویان ۲۴:۱۱ استفاده شده‌است. بعضی از یهودیان برای اینکه نام خداوند را به صورت معمول بر زبان نیاورند بعضی از حروف آن را با حروف دیگر جایگزین می‌کنند مثلاً ه را با ک جایگزین کرده و به جای الوهیمُ الوکیم و یه با جای شدای شکای می‌گویند.
هاشم معمولاً به صورت غیررسمی تری از آدونای مورد استفاده قرار می‌گیرد.

### آدوشم
تا قبل از قرن ۲۰ استفاده از لغت آدوشم که ترکیبی از آدونای و هاشم است رایج بود؛ ولیکن حاخام دیوید هالوی سیگال اینکار را ممنوع کرد زیرا معتقد بود که اینکار بی‌احترامی به نام خداوند است. در یهودیت امروزی از این لغت بسیار به ندرت استفاده می‌شود.

### بعلی
بعلی یکی از نام‌های قبلی مورد استفاده توسط قوم اسراییل برای اشاره به خداوند است که معنی سرورم می‌باشد؛ ولیکن پیامبر اسراییل هوشع قوم اسراییل ر ا از استفاده از این نام منع کرد و به آنان گفت که به جای بعلی از لغت ایشی به معنی همسرم استفاده کنند.

### ال
ال یک لغت ریشه فینیسیایی است که به صورت معمول به معنی خدا ترجمه می‌شود. در تورات واژه ال (عبری: אל) به تنهایی بسیار به ندرت مورد استفاده قرار می‌گیرد. بلکه معمولاً ال به همراه یک صفت خداوند مورد اشاره قرار می‌گیرد مثلاً ال شدای به معنی خدای قدرتمند ال الیون به معنی بالاترین خدا ال اولم به معنی خدای بی‌انتها ال حی به معنی خدای زنده ال روا به معنی خدای چوپان ما ال گیبور (معادل جبار در عربی) به معنی خدای قدرتمند. در نام‌های عبری که متصل به صدای ال است نیز این صدا به نام خدا اشاره دارد مثلا گابریل (قدرت خداوند) میکاییل (چه کسی مانند خدا است؟) رافایل (داروی خداوند) آریل (شیر خداوند) دانیل (قضاوت خداوند) اسراییل (آن که با خدا کشتی گرفت) ایمانویل (خدا با ماست) اشماعیل (خدا می‌شنود).

### اله
اله (عبری: אֱלָה) لغت آرامی به معنی خداوند است. ریشه اصلی این لغت مشخص نیست. اله در عهد عتیق در کتاب‌های عزرا دانیال و ارمیا مورد استفاده قرار گرفته‌است. اله به معنی کلی خداوند است و گاهی برای اشاره به خدایان بت پرستان نیز استفاده شده‌است. این نام با نام الله به معنی ال اله که توسط مسلمانان مورد استفاده قرار گرفته‌است مرتبط می‌باشد. استفاده‌های این لغت به شرح زیرند:
- اله آواهاتی خدای پدران من (دانیال ۲:۲۳)
- اله الین خدای خدایان (دانیال ۲:۴۷)
- اله یروشلم خدای اورشلیم (عزارا ۷:۱۹)
- اله یسراییل خدای اسراییل (عزرا ۵:۱)
- اله شمایا خدای بهشت (عزرا ۷:۲۳)

### الواه
لغت عبری الواه که فرم مؤنث واژه جمع الوهیم است نادر است و تنها در کتاب ایوب مورد استفاده قرار گرفته‌است. الواه یا اله با واژه الله ریشه مشترکی دارد. الله به معنی لغوی ال اله است که نام عربی خدای ابراهیم می‌باشد.
در عهد عتیق فرم مفرد الوهیم در چند جا برای اشاره به خدایان بت پرستان استفاده شده‌است (مانند دانیال ۱۱:۳۷ و ۳۸).

### الوهیم
یکی از نام‌های رایج استفاده شده در تورات الوهیم (عبری: אלהים) است. با اینکه این لغت به دلیل داشتن ایم در انتها جمع است برای اشاره به خدای واحد مورد استفاده قرار می‌گیرد. در زبان کنعانیان این لغت برای اشاره به خدایان آن‌ها به معنی جمع مورد استفاده قرار می‌گرفت. دلیل جمع بودن این لغت مورد مطالعه بسیاری قرار گرفته‌است و دلایل مختلفی برای آن ابراز شده‌است. در قرآن نیز خدا برای اشاره به خود گاهی از لغات جمع استفاده می‌کند.
در بعضی قسمت‌های تورات واژه الوهیم برای اشاره به خدایان غیر اسراییل استفاده شده‌است. (رجوع شود به رائلیان)

### ال روا
ال روا به معنی خدای پادشاه در چند جای عهد عتیق استفاده شده‌است.

### ال شدای
ال شدای (عبری: : אל שדי) به معنی خدای قدرتمند نیز چندین بار در عهد عتیق استفاده شده‌است.

### شخینا
شخینا یا شکینا (عبری: שכינה) به معنی حضور خداوند است که در بین عبریان وجود داشت. این واژه در تورات استفاده نشده‌است ولیکن حاخام‌ها در مورد حضور خدا در تابوت عهد و بین قوم اسراییل از این لغت استفاده کرده‌اند. ریشه این لغت به معنی سکنا گزیدن است. این واژه تنها واژه مؤنث برای اشاره به خداوند است. بعضی اعتقاد دارند که شخینا به معنی بعد مؤنث خداوند است ولیکن این توصیف به نظر صحیح نمی‌اید.
لغت عربی سکینه که در قرآن استفاده شده‌است نیز معادل شخینا در عبری است. در قرآن نیز این لغت مرتبط با تابوت عهد است. همچنین نتیجه محمد و دختر حسین ابن علی نیز دارای نام سکینه بود.

## در کابالا
در کابالا از نام عین سوف (عبری: אין סוף) به معنی بی‌پایان برای اشاره به خداوند استفاده می‌شود. همچنین در کابالا استفاده از نام ۴۲ حرفی برای خداوند نیز رایج است. کابالیستها همچنین اعتقاد دارند موسی از نام ۷۳ حرفی خداوند برای باز کردن رود نیل استفاده کرده‌است و آیات مربوط به این داستان در تورات نام خداوند را داراست (خروج ۱۴:۱۹–۲۱). آنان این سه آیه را ترکیب می‌کنند تا واژه ۷۲ حرفی برای نام خدا را ایجاد کنند. بعضی اعتقاد دارند که این نام مرتبط با اسم اعظم خداوند است.

## صفحات مرتبط
- نامهای خدا در قرآن
- شمهمفوراش